# ジャック・シングルトン
ジャック・シングルトン（Jack Singleton、1996年5月14日 - ）は、プレミアシップグロスター・ラグビーに所属するラグビーユニオン選手。

## プロフィール
- イングランド・ダコラム出身。
- ポジションはフッカー(HO)。
- 身長 180cm、体重 109kg
- U20イングランド代表に選ばれたことがある[1]。
- イングランド代表キャップは3（2020年3月現在）でラグビーワールドカップ2019のイングランド代表に選ばれた[2]。

## 略歴
ウスター・ウォリアーズを経て、2019年、サラセンズに加入。 
2020年、グロスターに加入。